# Семивиколи (Кјети)
Семивиколи (итал. Semivicoli) је насеље у Италији у округу Кјети, региону Абруцо.
Према процени из 2011. у насељу је живело 262 становника. Насеље се налази на надморској висини од 342 м.